# テコドントサウルス
テコドントサウルス (Thecodontosaurus) は三畳紀後期のグレートブリテン島（現在のイギリス）に生息していた原竜脚類の恐竜。全長は1〜2.5mで原竜脚類の中では最も小さい種。原竜脚類の中で最も原始的な原竜脚類で原竜脚下目ではなく、上位の竜脚形亜目の直下に分類している説も存在する。
体形はほっそりしており、首や尻尾が長く、原始的な鳥盤類に似た外見を持っている。また、大きい目や、鋭い鉤爪を持っていた。
世界で5番目に早く正式な名前が付けられた。貴重な化石がいくつもあったが、第二次世界大戦によって、テコドントサウルスの化石が大幅に失われた。